# Гробница римского воина
Гробница воина, также известная как Гробница римского воина, — одна из наиболее хорошо сохранившихся гробниц в древнем городе Петра. Хотя её фасад является самой узнаваемой его частью (с тремя резными фигурами, расположенными между колоннами), она состоит из нескольких различных архитектурных элементов с различной степенью сохранности. В дополнение к фасаду гробницы сохранились связанный с ним двор-колодец, руины нескольких двухэтажных зданий, вырезанные в скале комнаты, триклиний (или церемониальная столовая) и несколько больших цистерн. Основная фаза строительства Гробницы воина пришлась на третью четверть I века нашей эры.

## Расположение
Гробница воина находится на юго-восточной окраине центра города Петры в Вади-Фарасе. Её географическое расположение (между Вади-Фарасой и путём до главного места священных жертвоприношений), привело археологов к предположению, что она, возможно, играла роль некоего территориального маркера или портала между двумя пространствами.

## Описание
Главный фасад Гробницы воина имеет четыре колонны, увенчанные набатейскими капителями. Над этими колоннами располагаются фриз и фронтон. Между четырьмя колоннами есть три ниши, каждая из которых содержит вставную мужскую каменную фигуру, созданную из шести известняковых блоков. Средняя из этих фигур одета в кирасу греко-римского военного стиля.
Существует один вход в гробницу, находящийся в центре фасада. Вход, по-видимому, имел две небольшие резные колонны, обрамляющие его дверной проём, хотя левая колонна (с точки зрения того, кто смотрит на фасад) разрушилась. Над этим входом находится дорический антаблемент с узором из чередующихся триглифов и метоп. Прямо над ним расположен простой фронтон.
На переднем плане гробницы находятся остатки внутреннего двора, который был окружён колоннадой и двухэтажным зданием с правой стороны фасада гробницы. Здесь также находятся руины нескольких больших цистерн, которые подавали воду в комплекс. Прямо через двор от главного фасада гробницы расположен отдельный триклиний.
Внутри Гробницы воина есть два различных пространства. Первое — это территория с несколькими нишами, вырезанными в стене, скорее всего, для погребальных целей. Слева находится дверной проем, ведущий во второе помещение, вестибюль с голыми стенами.
Прямо напротив главного фасада находится триклиний. Это пространство гораздо более богато украшено резьбой, чем сама гробница. Вдоль стен триклиния расположены чередующиеся колонны и неглубокие альковы, а в середине помещения находятся остатки U-образной тройной скамьи, которая в римском обществе использовалась для сидения или полулежания.